# Bondage
Bondage (na engleskom uzništvo) je izraz koji označava sklonost neke osobe za vezivanjem, odnosno ograničenjem vlastitog kretanja, a u svrhu vlastitog zadovoljstva. Bondage u pravilu jest, ali ne uvijek, seksualnog sadržaja, te predstavlja dio BDSM životnog stila ili supktulture. Kao parafilija je poznat pod imenom vincilagnija.